# Atrometoides nigerrimus
Atrometoides nigerrimus là một loài tò vò trong họ Ichneumonidae.